# 商州区
商州区（しょうしゅう-く）は中華人民共和国陝西省商洛市に位置する市轄区。

## 行政区画
- 街道:城関街道、大趙峪街道、陳塬街道、劉湾街道
- 鎮:夜村鎮、沙河子鎮、楊峪河鎮、金陵寺鎮、黒山鎮、楊斜鎮、麻街鎮、牧護関鎮、大荊鎮、腰市鎮、板橋鎮、北寛坪鎮、三岔河鎮、閻村鎮